# WinZip
WinZip — условно-бесплатный файловый архиватор и компрессор фирмы Corel для операционных систем Microsoft Windows, macOS, iOS и Android. ZIP является основным форматом, хотя поддерживаются и другие архивные форматы.

## Возможности
- Создание, дополнение, извлечение из архивов ZIP, а также собственного формата .zipx
- Поддержка алгоритмов компрессии JPEG, LZMA (12.0), bzip2 (9.0), PPMd (10.0) и специальных алгоритмов для звуковых файлов (на основе WavPack), что позволяет уменьшить архив за счёт потенциального увеличения времени сжатия и извлечения (особенно при использовании PPMd).
- Декомпрессия файлов .bz2, .rar, .iso, .img, 7-zip
- Встроенная поддержка архивов LHA (.lha и .lzh)
- Настраиваемая интеграция в оболочку Microsoft Windows.
- Интеграция с облачными хранилищами и социальными сетями[2]
- Поддержка 128- и 256-битных ключей шифрования AES. Это позволило заменить менее надёжный метод шифрования PKZIP 2.0 используемый в ранних версиях. Версия 9 также осуществляет поддержку 64-битного шифрования в ZIP.

### Дополнительные возможности
- Прямая запись архивов на CD / DVD / Blu-ray[3]
- Автоматизация резервного копирования
- Поддержка протокола FTP
- Отправка ZIP архивов по электронной почте[3]
- Поддержка Юникода (c версии 11.2)

## История
Архиватор формата ZIP (PKZIP) был первоначально создан для MS-DOS в 1989 году компанией PKWare.
WinZip был создан в начале 1990 года как коммерческий графический интерфейс для PKZIP. Приблизительно в 1996 создатели WinZip включили код сжатия от проекта PKZIP, таким образом устраняя потребность в присутствии консольной версии.
С версии 6.0 до версии 9.0 зарегистрированные пользователи могли загружать новейшие версии программного обеспечения, используя первоначальную регистрационную информацию, и тем самым получая обновления бесплатно. Начиная с версии 10.0 система бесплатного обновления была отключена. 
WinZip доступна в стандартной и профессиональной версии.
В мае 2006 года, корпорация Corel, известная своей линией продуктов WordPerfect и CorelDRAW, объявила, что завершила приобретение WinZip Computing.
До версии 11.2 была возможность включения с помощью внешних программ поддержки архивов ARC, ARJ.
С версии 14.5 меню графической оболочки программы изменено на ленточный интерфейс.
Апрель 2011 — выпущена версия 15, поддерживающая русский язык.
В версии 16.0 встроена интеграция с Facebook, включающая опцию «ZipShare», позволяющая загружать архивы в социальную сеть. Добавлена функция «ZipSend» для отправки архивов по электронной почте. Реализована полная поддержка 64-разрядных процессоров, а также архивация на диски Blu-ray.
2012 — выход WinZip вер. 16.5, движок которой оптимизирован для многоядерных процессоров. Также добавлена поддержка OpenCL для GPU AMD (однако, не для Intel и Nvidia), при этом прирост производительности в этом приложении у APU Trinity и Llano составил до 45 %.
В версии 17.0, вышедшей в октябре 2012, была добавлена поддержка для работы с облачными хранилищами (Google Диск, SkyDrive, Dropbox и др), а также интеграция с Twitter и LinkedIn.